# El legado (serie de televisión surcoreana)
El legado (en hangul, 선산; romanización revisada, Seonsan; literalmente, «Tumba familiar») es una serie de televisión web surcoreana creada por Yeon Sang-ho, escrita por el propio  Yeon, Min Hong-nam y Hwang Eun-young, dirigida por Min, y protagonizada por Kim Hyun-joo, Park Hee-soon, Park Byung-eun y Ryu Kyung-soo. Basada en el homónimo webtoon escrito por Kang Tae-kyung y dividida en seis capítulos, se lanzó en la plataforma Netflix el 19 de enero de 2024.

## Sinopsis
Seo-ha es una docente universitaria que recibe un día la notificación de la muerte del hermano menor de su padre. La noticia sorprende a Seo-ha, y supone un desagradable recordatorio del padre que las abandonó a ella y a su madre. Como su única pariente sobreviviente, Seo-ha hereda la tumba familiar, pero su medio hermano Young-ho se acerca a ella durante el funeral de su tío y le pide su parte de la propiedad. Días después, los policías Seong-joon y Sang-min aparecen para investigar una serie de misteriosos asesinatos que tuvieron lugar en la zona. Mientras siguen las pistas que habría dejado un asesino serial, Seo-ha descubre secretos oscuros de su familia.

## Reparto

### Principal
- Kim Hyun-joo como Yoon Seo-ha, una profesora universitaria con una posición laboral precaria.[6][7]
  - Kim Ji-an como Yoon Seo-ha de adolescente.[8][9]
  - Kim Min-chae como Yoon Seo-ha de joven.
- Park Hee-soon como Choi Sung-jun, un detective del equipo de homicidios de la comisaría de Namil que alberga una oscura historia familiar.[10][11][7]
- Park Byung-eun como Park Sang-min, inspector jefe del equipo de homicidios en la comisaría de Namil.[7]
- Ryu Kyung-soo como Kim Young-ho, el medio hermano de Seo-ha, que quiere su parte de herencia en la tumba de su familia.[12][13][7]
  - Park Jae-joon como Kim Young-ho de joven.

### Secundario
- Cha Mi-kyung como Yoon Myung-hee, abuela de la aldea de Jinseong-ri y madre biológica de Young-ho.[14][15]
- Yoo Seung-mok como Choi Tae-song, el propietario de un edificio que intenta convencer a Seo-ha para que se lo compre.[14][16]
- Hyun Bong-sik como el presidente Kang Hong-sik, un detective privado contratado por Seo-ha para investigar sobre la aventura extraconyugal de su marido.[14]
- Kim Jae-bum como Yuk Sung-soo, el jefe de la aldea Jinseong-ri.[14]
- Lee Hyun-kyun como Jin Dae-su, un detective de la comisaría de Namil.
- Cha Si-won como Kim Jung-hyun, un detective de la comisaría de Namil.
- Jung In-gi como el profesor Kim Chang-seok.[14]
- Choi Yu-hwa como la profesora Han Na-rae.[14]
- Kim Ho-yeon como Yoon Myung-ho, padre de Seo-ha y Young-ho.
- Shim Hyun-seo como Choi Joon-hyung, hijo de Sung-jun.
- Kim Jae-geon como Yoon Myung-gil, el dueño del cementerio y tío de Seo-ha.
- Yeo Moo-young como el abuelo de Seo-ha.
- Park Joo-yong como un detective.
- Seo Mun-ho como un detective.
- Lee Yeong-seok como un anciano que trabaja en el horno.
- Baek Soo-ryeon como la maestra de una monja budista.
- Shin Bok-sook como una monja budista.[17]
- Choi Dong-goo como Kim Kwang-soo, jefe del equipo de desarrollo en Jijo Construction.
- Lee Yoon-hee como jefe de policía.
- Hong Suk-bin como médico forense.
- Kim Seong-nyeo como la hermana mayor del dueño de una taberna.
- Lee Soo-mi como la hermana menor del dueño de una taberna.
- Nam Ji-bok como Kim Jung-tae.
- Kang Jin-ah como Seo Ha-mo.
- Park Jin-ah como un chamán.

### Apariciones especiales
- Park Sung-hoon como Yang Jae-seok, el marido de Seo-ha (episodios 1-2).[18]

## Producción
Yeon Sang-ho, que dirigió Train to Busan y Hellbound entre otras producciones del género de terror, participó en la planificación y el guion, y el director Min Hong-nam, que trabajó con aquel como asistente de dirección de las películas Train to Busan, Psychokinesis y Península, se encargó de la dirección y fue coguionista. Es la tercera ocasión en que Kim Hyun-joo trabaja con Yeon Sang-ho, y la segunda en que coincide con Park Hee-soon, después de El tranvía en 2022, donde formaban un matrimonio.
La trama surgió a partir de un proyecto inicial de Yeon Sang-ho de hacer «un thriller con sabor coreano» centrado en dos ideas: la pseudorreligión y la cultura de los ancestros en una zona rural. El seonsan o tumba familiar es motivo frecuente de disputas familiares en Corea, por lo que tenía sentido utilizarlo como motor de la trama. De ahí también que todos los personajes tengan vínculos familiares.
Yeon declaró a propósito de la serie: «A través del material central de los cementerios, pudimos contar una historia única del horror oculto coreano y al mismo tiempo abordar el tema universal de la familia», aunque señaló como un obstáculo para la comprensión del espectador internacional que este puede desconocer el significado de la tumba familiar en la cultura coreana. El proyecto de El legado era el primero que quiso realizar tras The Fake (2013), pero acabó rodando antes Train to Busan. Sobre su reiterada elección de Kim Hyun-joo como protagonista, Yeon señaló que se debe «a su capacidad de mostrar un lado diferente de ella cada vez».
En octubre de 2022 Netflix confirmó la producción de la serie y anunció el nombre de los cuatro protagonistas, así como el del director y los coguionistas.

## Recepción

### Audiencia
En su segunda semana de exhibición la serie contó 3 100 000 visualizaciones, quedando en primer lugar entre las de habla no inglesa.

### Crítica
Jonathon Wilson (Ready Steady Cut) escribe sobre la serie que a pesar de su tono sombrío y la galería de personajes raros y potencialmente sospechosos, «no es realmente un espectáculo de terror como se anuncia, y ciertamente no es sobrenatural. Está lleno de gente desagradable que hace cosas desagradables, pero recuerda más a un procedimiento policial y un drama de personajes». El misterio inicial parece perder su importancia con el paso de los episodios y se pierde un poco el rumbo, no obstante la brevedad de la serie. Pero, a pesar de estas objeciones, se notan las características estilísticas y temáticas de Yeon Sang-ho, y «la recompensa vale la inversión de tiempo».